# Ottawa County, Ohio
Ottawa County är ett administrativt område i delstaten Ohio, USA, med 41 428 invånare. Den administrativa huvudorten (county seat) är Port Clinton. 

## Geografi
Enligt United States Census Bureau har countyt en total area på 1 515 km². 660 km² av den arean är land och 855 km² är vatten.    

### Angränsande countyn
- Erie County - sydost
- Sandusky County - söder
- Wood County - väst
- Lucas County - nordväst
- Ontario, Kanada - norr och öster

### Orter
- Clay Center
- Elmore (delvis i Sandusky County)
- Genoa
- Marblehead
- Oak Harbor
- Port Clinton (huvudort)
- Put-in-Bay
- Rocky Ridge